# Arianna Losano
Arianna Losano (Pinerolo, 13 giugno 1994) è una giocatrice di curling italiana.
Con la Nazionale junior di curling ha conseguito una medaglia d'argento ai Giochi Olimpici Giovanili Invernali 2012 e una medaglia d'oro alla Challenge Europeo Junior 2014. Con la 3S Sys-Tek ha inoltre vinto per due volte il Campionato Italiano Assoluto (2013, 2014)
Ha all'attivo due presenze ai Campionati europei di curling (2013, 2014) e una ai Campionati mondiali di curling (2017).

## Palmarès

### Campionato Italiano Assoluto
- 2014 Cembra ( Italia) 1°
- 2013 Pinerolo ( Italia) 1°

### Challenge Europeo Junior
- 2014 Lohja ( Finlandia) 1°

### Giochi Olimpici Giovanili Invernali
- 2012 Innsbruck ( Austria) 2°